# Pristomyrmex mandibularis
Pristomyrmex mandibularis es una especie de hormiga del género Pristomyrmex, tribu Crematogastrini, familia Formicidae. Fue descrita científicamente por Mann en 1921.
Se distribuye por Fiyi. Se ha encontrado a elevaciones de hasta 1064 metros. Habita en selvas tropicales y bosques perturbados.